# دامپلینگ
دامپلینگ (انگلیسی: Dumpling) یک گروه گسترده غذایی شامل قطعات خمیر است که به دور مواد میانی پیچیده می‌شود. خمیر می‌تواند برپایهٔ نان، آرد یا سیب‌زمینی باشد و با گوشت، ماهی، پنیر، سبزیجات، میوه‌ها یا شیرینی پر شود. دامپلینگ با استفاده از روش‌های مختلفی از جمله پخت، جوش، سرخ کردن، یا بخارپز آماده می‌شود.
دامپلینگ غذای کشورهای آسیای شرقی و میانه مانند چین، هند، اندونزی، ژاپن، کره، افغانستان، مغولستان، نپال است و در فرهنگ عامه دامپلینگ چین از همه مشهورتر و آن را چینی می‌دانند.

## نگارخانه

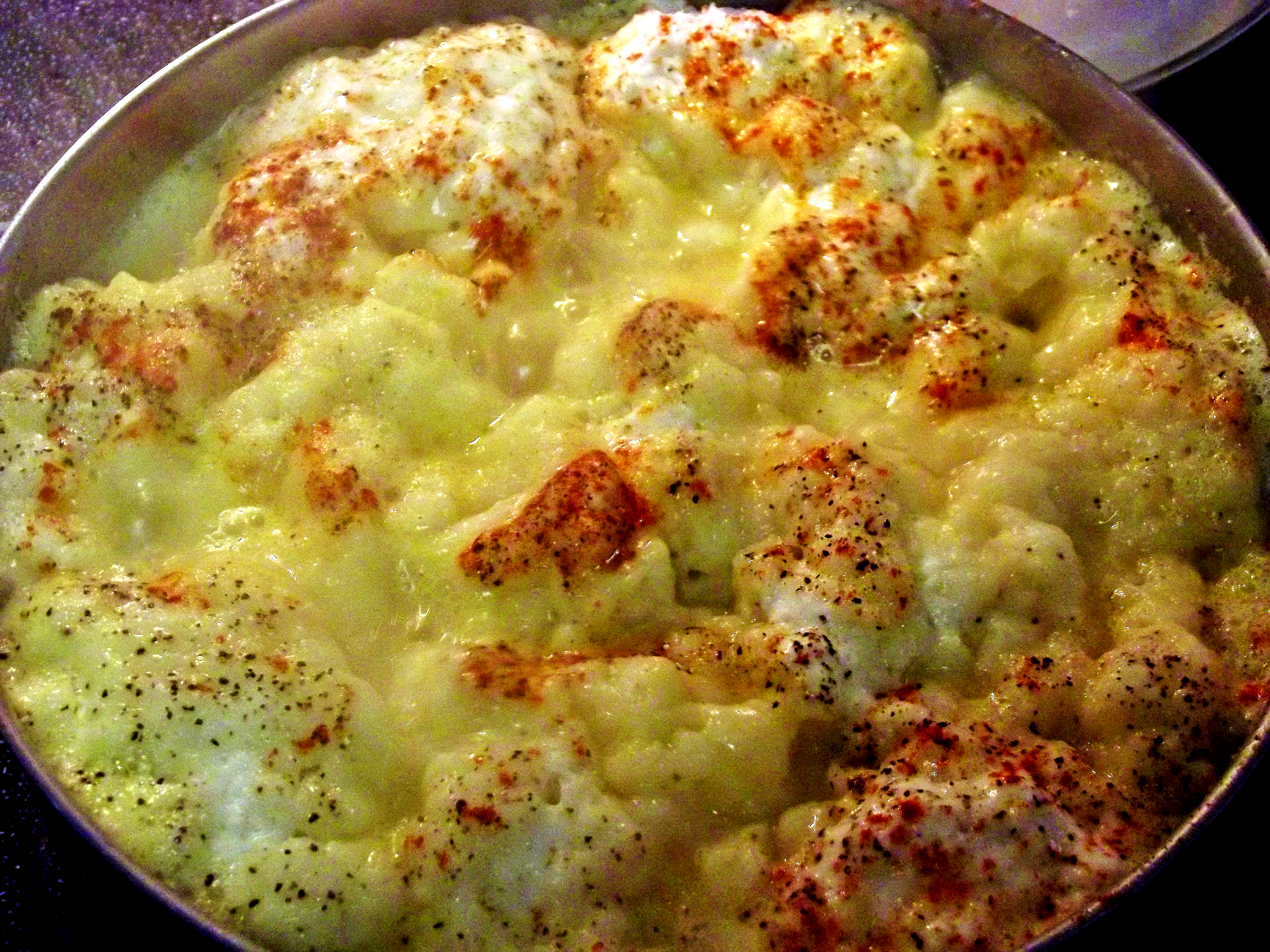
دامپلینگ
- پخت دامپلینگ
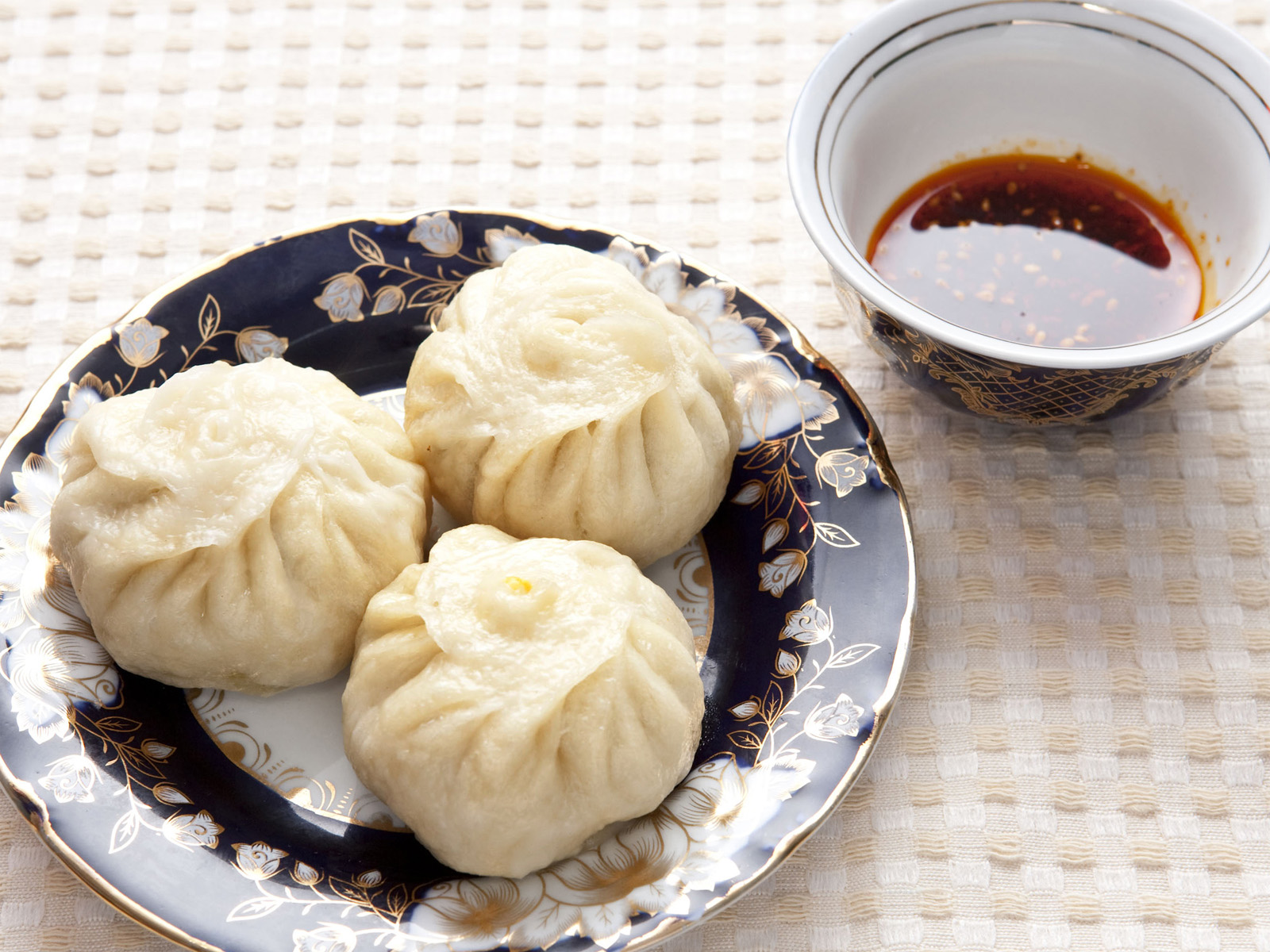
نوعی از مانتای اویغور